# 33 v. Chr.
Portal Geschichte | Portal Biografien | Aktuelle Ereignisse | Jahreskalender | Tagesartikel

◄ |
2. Jahrhundert v. Chr. |
1. Jahrhundert v. Chr. |
1. Jahrhundert |
►

◄ | 50er v. Chr. | 40er v. Chr. | 30er v. Chr. | 20er v. Chr. |
10er v. Chr. |
►

◄◄ | ◄ | 36 v. Chr. | 35 v. Chr. | 34 v. Chr. | 33 v. Chr. |
32 v. Chr. |
31 v. Chr. |
30 v. Chr. |
► |
►►
Staatsoberhäupter

## Ereignisse

### Römisches Reich
- Octavian und Marcus Antonius, die jeder für sich die Alleinherrschaft im Reich anstreben, bekämpfen sich in einem aufwendig geführten Propagandakrieg. Die zwei Rivalen versuchen, den jeweils anderen vor der römischen Öffentlichkeit zu diskreditieren. Es gelingt Octavian zahlreiche Römer gegen Marcus Antonius einzunehmen, indem er ihm ein seit Jahren gepflegtes Liebesverhältnis mit der ägyptischen Königin Kleopatra sowie den Verrat an den Interessen Roms vorwirft.

### Asien
- Der chinesische Kaiser Han Chengdi besteigt als erstgeborener Sohn des verstorbenen Han Yuandi den Thron der westlichen Han-Dynastie.

## Geboren
- Vipsania Agrippina, römische Patrizierin († um 20 n. Chr.)

## Gestorben
- Han Yuandi, chinesischer Kaiser der westlichen Han-Dynastie (* 75 v. Chr.)
- um 33 v. Chr.: Tiberius Claudius Nero, römischer Politiker (* um 85 v. Chr.)